# (523758) 2014 WJ509
(523758) 2014 WJ509 ist ein großes transneptunisches Objekt im Kuipergürtel, das bahndynamisch als erweitertes Scattered Disk Object (DO) oder als Cubewano (CKBO) eingestuft wird. Aufgrund seiner Größe gehört der Asteroid möglicherweise zu den Zwergplanetenkandidaten.

## Entdeckung
2014 WJ509 wurde am 21. November 2014 von einem Astronomenteam, bestehend aus B. Gibson, T. Goggia, N. Primak, A. Schultz und M. Willman, auf Bildern, die im Rahmen des Pan-STARRS-Projekts mit dem 1,8-m-Ritchey-Chretien-Teleskop (PS1) am Haleakalā-Observatoriums (Maui) am 6. Mai 2010 entstanden, entdeckt. Die Entdeckung wurde am 17. Juli 2016 bekanntgegeben, der Planetoid erhielt am 25. September 2018 von der IAU die Kleinplaneten-Nummer 523674.
Nach seiner Entdeckung ließ sich 2014 WJ509 auf Fotos bis zum 6. Mai 2010, die ebenfalls im Rahmen des Pan-STARRS-Programmes gemacht wurden, zurückgehend identifizieren und so seinen Beobachtungszeitraum um vier Jahre verlängern, um so seine Umlaufbahn genauer zu berechnen. Bisher wurde der Planetoid nur durch das Pan-STARRS-Teleskop beobachtet. Im Oktober 2018 lagen insgesamt 151 Beobachtungen über einen Zeitraum von 8 Jahren vor. Die bisher letzte Beobachtung wurde im Februar 2018 auch wieder am Pan-STARRS-Teleskop durchgeführt. (Stand 20. März 2019)

## Eigenschaften

### Umlaufbahn
2014 WJ509 umkreist die Sonne in 280,59 Jahren auf einer leicht elliptischen Umlaufbahn zwischen 36,77 AE und 48,94 AE Abstand zu deren Zentrum. Die Bahnexzentrizität beträgt 0,142, die Bahn ist 20,97° gegenüber der Ekliptik geneigt. Derzeit ist der Planetoid 39,67 AE von der Sonne entfernt. Das Perihel durchläuft er das nächste Mal 2059, der letzte Periheldurchlauf dürfte also im Jahre 1778 erfolgt sein.
Marc Buie (DES) klassifiziert den Planetoiden als erweitertes SDO (ESDO bzw. DO), während vom Minor Planet Center keine spezifische Einstufung existiert; letzteres ordnet ihn als Nicht-SDO und allgemein als «Distant Object» ein. Das Johnston’s Archive führt ihn dagegen als Cubewano auf, wobei er zu den bahndynamisch «heißen» klassischen KBO gehören würde.

### Größe
Derzeit wird von einem Durchmesser von 343 km ausgegangen, basierend auf einem Rückstrahlvermögen von 8 % und einer absoluten Helligkeit von 5,7 m. Ausgehend von diesem Durchmesser ergibt sich eine Gesamtoberfläche von etwa 370.000 km2. Die scheinbare Helligkeit von 2014 WJ509 beträgt 21,82 m.
Da es denkbar ist, dass sich 2014 WJ509 aufgrund seiner Größe im hydrostatischen Gleichgewicht befindet und somit weitgehend rund sein könnte, erfüllt er möglicherweise die Kriterien für eine Einstufung als Zwergplanet. Mike Brown geht davon aus, dass es sich bei 2014 WJ509 um vielleicht einen Zwergplaneten handelt.
| Jahr                                         | Abmessungen km | Quelle   |
| -------------------------------------------- | -------------- | -------- |
| 2018                                         | 336,0          | Johnston |
| 2018                                         | 343,0          | Brown    |
| Die präziseste Bestimmung ist fett markiert. |                |          |